# Prodkamm
Prodkamm är en bergstopp i Schweiz.   Den ligger i distriktet Wahlkreis Sarganserland och kantonen Sankt Gallen, i den östra delen av landet, 140 km öster om huvudstaden Bern. Toppen på Prodkamm är 2 006 meter över havet, eller 65 meter över den omgivande terrängen. Bredden vid basen är 0,37 km.
Terrängen runt Prodkamm är bergig åt nordost, men åt sydväst är den kuperad. Närmaste större samhälle är Flums, 6,2 km öster om Prodkamm. 
I omgivningarna runt Prodkamm växer i huvudsak blandskog. Runt Prodkamm är det ganska tätbefolkat, med 60 invånare per kvadratkilometer.